# Mercedes-Benz X 166

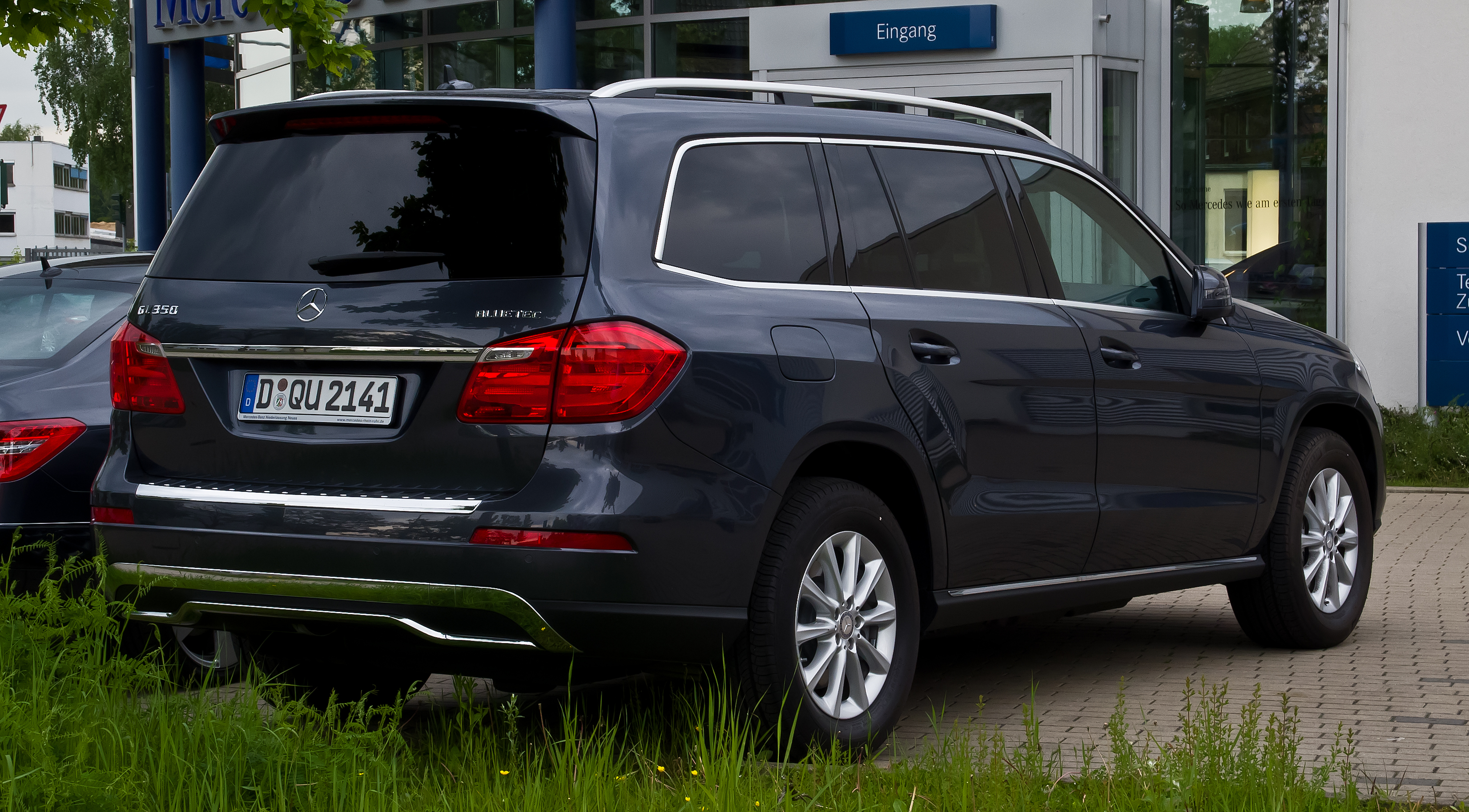
Heckansicht

Der Mercedes-Benz X 166 ist ein full-size Sport Utility Vehicle (SUV) des deutschen Automobilherstellers Mercedes-Benz Group. Das Modell wurde im April 2012 auf der New York International Auto Show der Öffentlichkeit vorgestellt und kam im Juni 2012 zuerst in den USA auf den Markt, bevor es am 24. November 2012 auf dem deutschen Markt erschien. Der X 166 stellt die zweite Generation des GL dar und ist wiederum technisch eng verwandt mit der M-Klasse (W 166). Im Zuge der Modellpflege im November 2015 wurde der GL in GLS umbenannt. Gebaut wird der X 166 im US-amerikanischen Mercedes-Benz-Werk Tuscaloosa. Im April 2019 wurde auf der New York International Auto Show die Nachfolgegeneration X 167 vorgestellt.
Der X 166 liefert die technische Basis für den BJ90 der chinesischen Marke Beijing.

## Technische Daten

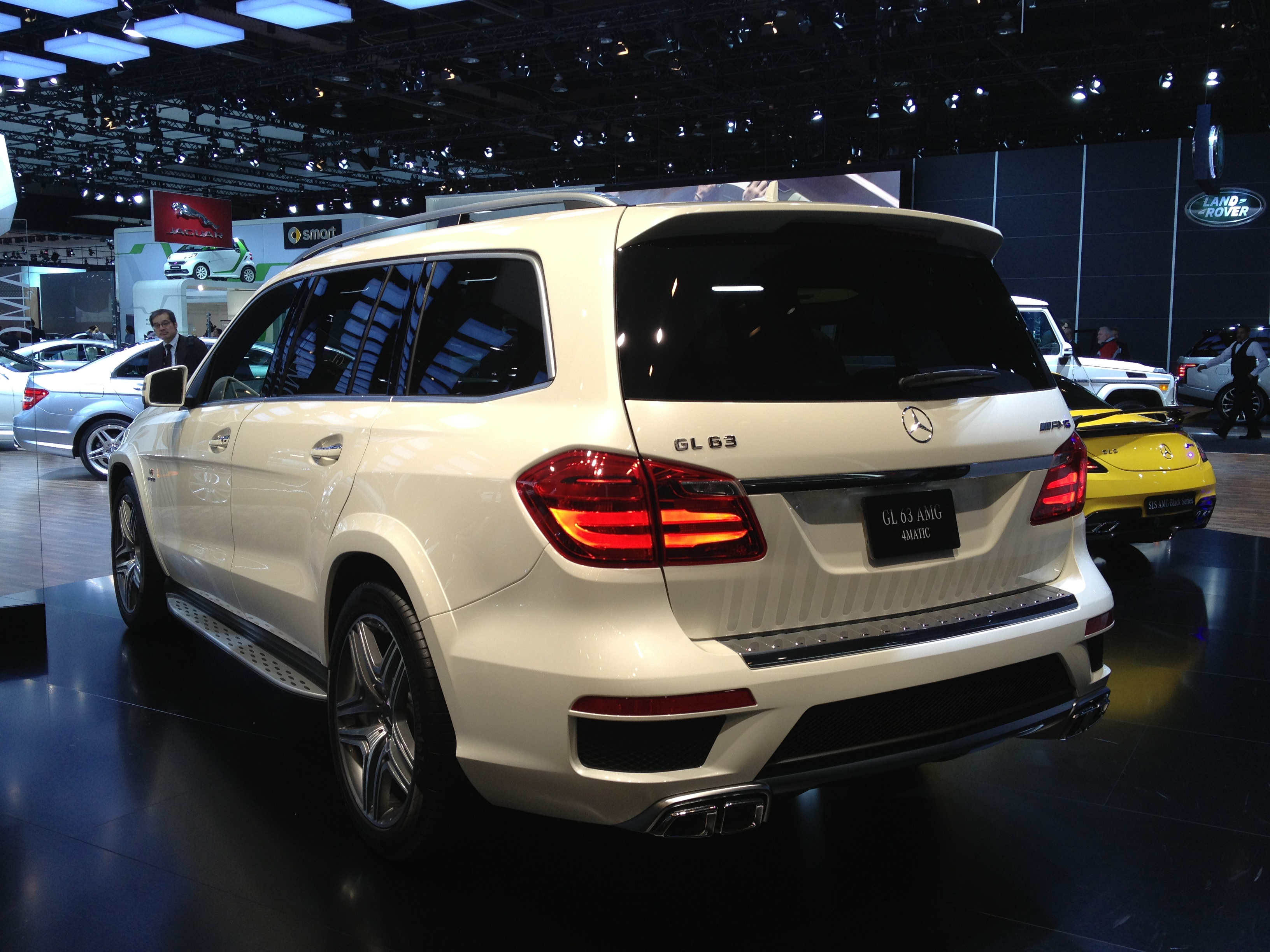
Mercedes-Benz GL 63 AMG (2012–2015)

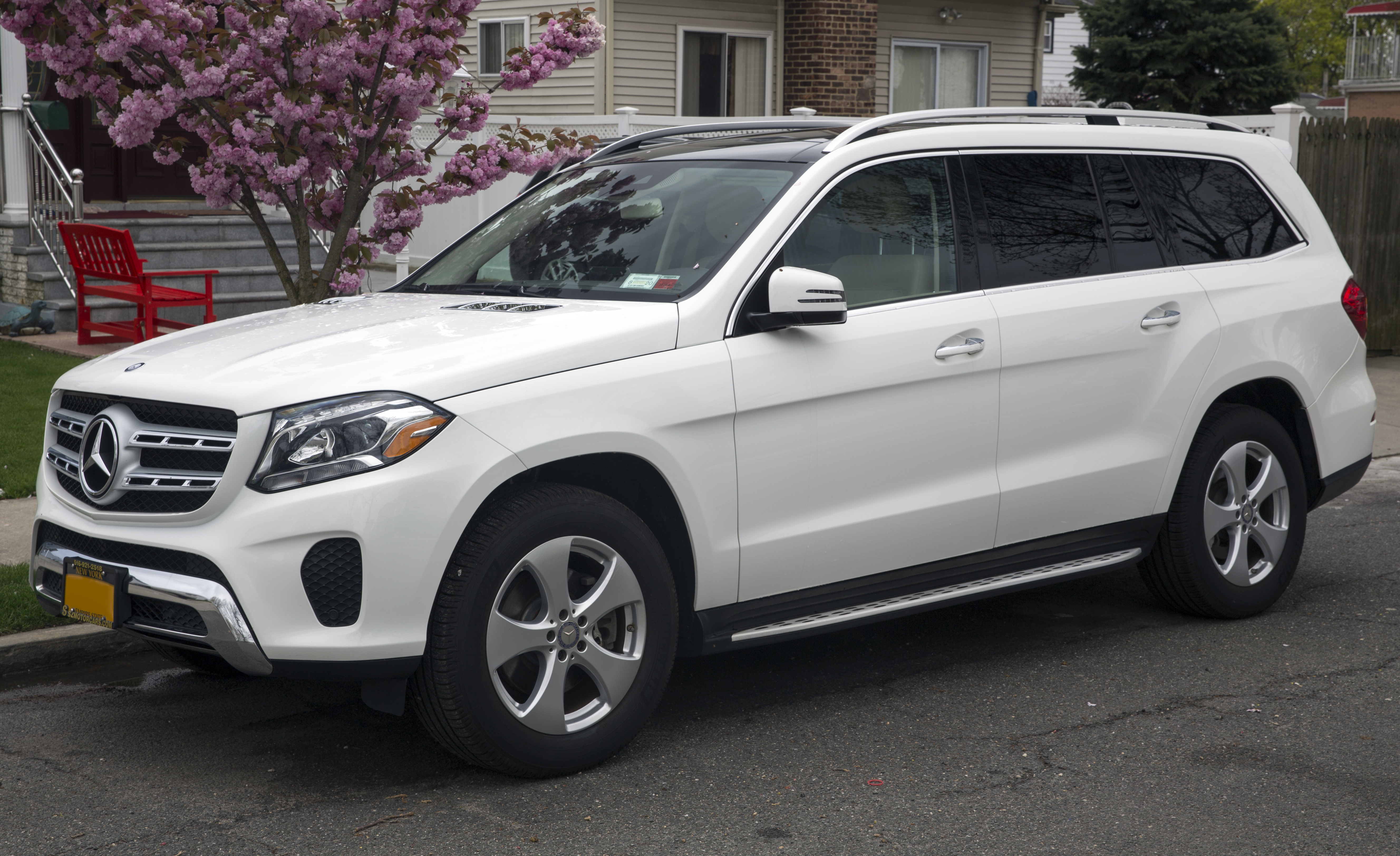
Mercedes-Benz GLS (2015–2019)

Während zum Marktstart in Deutschland ein 4,7 Liter großer V8-Biturbo-Ottomotor mit einer Leistung von 320 kW (435 PS) im GL 500 4MATIC BlueEFFICIENCY und ein turboaufgeladener 3,0-Liter-V6-Dieselmotor mit 190 kW (258 PS) im GL 350 BlueTEC 4MATIC angeboten werden, wird in den USA letzterer zwar ebenso, der V8-Ottomotor jedoch in zwei Varianten angeboten: Zum einen der GL 450 4MATIC mit 270 kW (367 PS) und zum anderen der GL 550 4MATIC mit 320 kW (435 PS).
Im November 2012 erfolgte die Markteinführung des Topmodells GL 63 AMG.
Alle Modelle sind an das 7-Gang-Automatikgetriebe 7G-Tronic Plus mit Start-Stopp-Automatik gekoppelt und verfügen serienmäßig über den permanenten Allradantrieb 4MATIC.
Optional sind eine Luftfederung (AIRMATIC) und eine Wankstabilisierung (Active Curve System) erhältlich.
Mit der Modellpflege Ende 2015 erfahren einige Motoren eine Leistungssteigerung. Bis auf die AMG-Version werden alle Fahrzeuge nun mit dem 9-Gang-Automatikgetriebe 9G-Tronic ausgeliefert. Außerdem erhalten neue Assistenzsysteme und die neuste Telematik-Generation Einzug in den GLS.
| Kenngrößen                                  | GL(S) 400 4MATIC                                                     | GL 450 4MATIC (1)                 | GL 500 4MATIC (2) (3)             | GLS 500 4MATIC                       | GL 63 AMG                         | Mercedes-AMG GLS 63 4MATIC           | GL 350 BlueTEC 4MATIC             | GLS 350 d 4MATIC                 |
| Bauzeitraum                                 | 05/2014–04/2019                                                      | 2012–2015                         | 2012–2015                         | 11/2015–04/2019                      | 07/2012–11/2015                   | 11/2015–04/2019                      | 07/2012–11/2015                   | 11/2015–04/2019                  |
| Motorkenndaten                              |                                                                      |                                   |                                   |                                      |                                   |                                      |                                   |                                  |
| Motorbezeichnung *                          | M 276 DE 30 AL                                                       | M 278 DE 46 AL red.               | M 278 DE 46 AL                    | M 278 DE 46 AL                       | M 157 DE 55 AL                    | M 157 DE 55 AL                       | OM 642 LS DE 30 LA                | OM 642 LS DE 30 LA               |
| Motortyp                                    | V6-Ottomotor                                                         | V8-Ottomotor                      | V8-Ottomotor                      | V8-Ottomotor                         | V8-Ottomotor                      | V8-Ottomotor                         | V6-Dieselmotor                    | V6-Dieselmotor                   |
| Gemischaufbereitung                         | Direkteinspritzung                                                   | Direkteinspritzung                | Direkteinspritzung                | Direkteinspritzung                   | Direkteinspritzung                | Direkteinspritzung                   | Common-Rail-Direkteinspritzung    | Common-Rail-Direkteinspritzung   |
| Motoraufladung                              | Biturbo                                                              | Biturbo                           | Biturbo                           | Biturbo                              | Biturbo                           | Biturbo                              | Turbolader                        | Turbolader                       |
| Hubraum                                     | 2996 cm³                                                             | 4663 cm³                          | 4663 cm³                          | 4663 cm³                             | 5461 cm³                          | 5461 cm³                             | 2987 cm³                          | 2987 cm³                         |
| max. Leistung                               | 245 kW (333 PS) bei 5250–6000/min                                    | 270 kW (367 PS) bei 5250/min      | 320 kW (435 PS) bei 5250/min      | 335 kW (455 PS) bei 5250–5500/min    | 410 kW (557 PS) bei 5250–5750/min | 430 kW (585 PS) bei 5500/min         | 190 kW (258 PS) bei 3600/min      | 190 kW (258 PS) bei 3600/min     |
| max. Drehmoment                             | 480 Nm bei 1400–4000/min                                             | 550 Nm bei 1500–4000/min          | 700 Nm bei 1800–3500/min          | 700 Nm bei 1800–3500/min             | 760 Nm bei 2000–5000/min          | 760 Nm bei 2000–5000/min             | 620 Nm bei 1600–2400/min          | 620 Nm bei 1600–2400/min         |
| Kraftübertragung                            |                                                                      |                                   |                                   |                                      |                                   |                                      |                                   |                                  |
| Antrieb, serienmäßig                        | Allradantrieb                                                        | Allradantrieb                     | Allradantrieb                     | Allradantrieb                        | Allradantrieb                     | Allradantrieb                        | Allradantrieb                     | Allradantrieb                    |
| Fahrwerk, serienmäßig [ optional ]          | Airmatic                                                             | Airmatic                          | Airmatic                          | Airmatic                             | Airmatic                          | Airmatic mit Active Curve System     | Airmatic mit Active Curve System  | Airmatic                         |
| Getriebe, serienmäßig                       | 7-Gang-Automatik (7G-TRONIC Plus) / Neunstufen-Automatik (9G-Tronic) | 7-Gang-Automatik (7G-TRONIC Plus) | 7-Gang-Automatik (7G-TRONIC Plus) | Neunstufen-Automatik (9G-Tronic)     | AMG Speedshift Plus 7G-Tronic     | AMG Speedshift Plus 7G-Tronic        | 7-Gang-Automatik (7G-TRONIC Plus) | Neunstufen-Automatik (9G-Tronic) |
| Messwerte                                   |                                                                      |                                   |                                   |                                      |                                   |                                      |                                   |                                  |
| Höchstgeschwindigkeit                       | 240 km/h                                                             | 250 km/h                          | 250 km/h                          | 250 km/h                             | 250/270 (4) km/h                  | 250/270 (4) km/h                     | 220 km/h                          | 222 km/h                         |
| Beschleunigung, 0–100 km/h                  | 6,7 s / 6,6 s                                                        | 6,5 s                             | 5,4 s                             | 5,3 s                                | 4,9 s                             | 4,6 s                                | 7,9 s                             | 7,8 s                            |
| Kraftstoffverbrauch auf 100 km (kombiniert) | 9,2 l Super / 8,9 l Super                                            |                                   | 11,3–11,5 l Super                 | 10,9 l Super                         | 12,3 l Super Plus                 | 12,3 l Super Plus                    | 7,4–8,0 l Diesel                  | 7,1 l Diesel                     |
| CO2-Emission (kombiniert)                   | 215 g/km / 206 g/km                                                  |                                   | 262–269 g/km                      | 255 g/km                             | 288 g/km                          | 288 g/km                             | 192–209 g/km                      | 185 g/km                         |
| Abgasnorm nach EU-Klassifikation            | Euro 6 ab 05/2018: Euro 6d-TEMP (5)                                  | Euro 5                            | Euro 5                            | Euro 6b ab 07/2018: Euro 6d-TEMP (5) | Euro 5                            | Euro 6b ab 05/2018: Euro 6d-TEMP (5) | Euro 6b                           | Euro 6b ab 05/2018: Euro 6c (5)  |

### Ottomotor (China und Brasilien)
| Kenngrößen                                  | GL 500 (China)               | GL 500 (Brasilien)           |
| Bauzeitraum                                 | keine Angabe                 | keine Angabe                 |
| Motorkenndaten                              |                              |                              |
| Motorbezeichnung *                          |                              | M 273 KE 55                  |
| Motortyp                                    | V8-Ottomotor                 | V8-Ottomotor                 |
| Gemischaufbereitung                         | Direkteinspritzung           | Saugrohreinspritzung         |
| Motoraufladung                              |                              |                              |
| Hubraum                                     | 3996 cm³                     | 5461 cm³                     |
| Leistung                                    | 310 kW (422 PS) bei 5500/min | 285 kW (388 PS) bei 6000/min |
| max. Drehmoment                             | 600 Nm bei 4000/min          | 530 Nm bei 2800–4800/min     |
| Kraftübertragung                            |                              |                              |
| Antrieb                                     | Allradantrieb                | Allradantrieb                |
| Getriebe                                    | 7-Gang-Automatik (7G-Tronic) | 7-Gang-Automatik (7G-Tronic) |
| Messwerte                                   |                              |                              |
| Höchstgeschwindigkeit                       | 250 km/h                     | 240 km/h                     |
| Beschleunigung 0–100 km/h                   | 5,9 s                        | 6,5 s                        |
| Kraftstoffverbrauch auf 100 km (kombiniert) | 12,0 l Super                 | 13,6 l Super (+/-)           |
| CO2-Emission (kombiniert)                   | –                            | –                            |
| Abgasnorm nach EU-Klassifikation            | Euro 5 oder 6                | Euro 5                       |

* Die Motorbezeichnung ist wie folgt verschlüsselt:
M = Motor (Otto), OM = Ölmotor (Diesel), Baureihe = 3-stellig, DE = Direkteinspritzung, KE = Kanaleinspritzung, LS = Leistungssteigerung, Hubraum = Deziliter (gerundet), A = Abgasturbolader, L = Ladeluftkühlung, LA = wie AL, red. = reduzierte(r) Leistung/Hubraum